# Casa Pou del carrer Barceloneta
Casa Pou és una obra del municipi de Figueres (Alt Empordà) inclosa en l'Inventari del Patrimoni Arquitectònic de Catalunya.

## Descripció
Casa ubicada en cantonada al centre històric de la ciutat. Edifici de planta baixa i dos plantes pis. S'aixeca sobre un sòcol de pedra sobre el qual descansen una combinació poc habitual d'arcs escarsers i a nivell que emmarquen les obertures de planta baixa situades en dos plans de façana dividits per una cantonada de pedra arrodonida. Els dos pisos superiors estan ordenats verticalment a través de les obertures que van en degradació, les del primer pis són més grans que les del segon. Aquests balcons són individuals al segon pis, mentre que les tres obertures centrals del primer pis formen part d'una balconada correguda, però no les dues laterals que també són individuals. A sobre del segon pis hi ha trobem ràfec que ens porta a la coberta, que és una terrassa,